# Ken De Dycker
Ken De Dycker   (Lubbeek, 20 de juny de 1984), escrit sovint Ken de Dijcker, és un ex-pilot de motocròs flamenc que destacà en competició internacional durant les dècades del 2000 i 2010, etapa durant la qual fou dues vegades tercer al campionat del món de motocròs. De Dycker va aconseguir 5 victòries en Grans Premis, 2 Campionats de Bèlgica i un de Luxemburg, Alemanya i Gran Bretanya, a més d'haver integrat la selecció belga que va guanyar el Motocross des Nations el 2013. Anomenat familiarment Keeno, va anunciar la seva retirada a finals de la temporada del 2017.

## Palmarès al mundial de motocròs
Font:
| Any  | Motocicleta | MX1  |
| ---- | ----------- | ---- |
| 2004 | KTM         | 9è   |
| 2005 | Honda       | 9è   |
| 2006 | Honda       | 4t   |
| 2007 | Honda       | 5è   |
| 2008 | Suzuki      | 3r   |
| 2009 | Suzuki      | 4t   |
| 2010 | Yamaha      | 8è   |
| 2011 | Honda       | 11è  |
| 2012 | KTM         | 5è   |
| 2013 | KTM         | 3r   |
|      |             | MXGP |
| 2014 | KTM         | 20è  |
| 2015 | KTM         | 17è  |
| 2016 | ?           | -    |
| 2017 | Suzuki      | 22è  |
| 2018 | Suzuki      | 22è  |